# Europees kampioenschap voetbal mannen onder 19 - 2009
Het Europees kampioenschap voetbal mannen onder 19 van 2009 (kortweg: EK voetbal -19) was de 25ste editie van het Europees kampioenschap voetbal mannen onder 19 en is bedoeld voor spelers die op of na 1 januari 1990 geboren zijn. Ondanks de leeftijdgrens van 19 jaar mogen ook spelers van 20 jaar meespelen omdat de leeftijdsgrens alleen bij het begin van de kwalificatie voor het EK geldt. Het toernooi wordt gespeeld in Oekraïne en begint op 21 juli 2009. De finale vond plaats op 2 augustus.

## Gekwalificeerde landen
| # | Land        | Gekwalificeerd als          | Beste prestatie                     |
| - | ----------- | --------------------------- | ----------------------------------- |
| 1 | Oekraïne    | Gastland                    | Halve finale (2004)                 |
| 2 | Servië      | Eliteronde: Winnaar groep 1 | Halve finale (2005)                 |
| 3 | Slovenië    | Eliteronde: Winnaar groep 2 | Debuut                              |
| 4 | Turkije     | Eliteronde: Winnaar groep 3 | Tweede (2004)                       |
| 5 | Zwitserland | Eliteronde: Winnaar groep 4 | Halve finale (2004)                 |
| 6 | Frankrijk   | Eliteronde: Winnaar groep 5 | Kampioen (2005)                     |
| 7 | Engeland    | Eliteronde: Winnaar groep 6 | Tweede (2005)                       |
| 8 | Spanje      | Eliteronde: Winnaar groep 7 | Kampioen (2002, 2004, 2006 en 2007) |

## Stadions
| Donetsk                               | · Donetsk Marioepol |  |  |
| Metalloergstadion Capaciteit: 5.094   | · Donetsk Marioepol |  |  |
| RSK Olimpijskyj Capaciteit: 26.100    | · Donetsk Marioepol |  |  |
| Marioepol                             | · Donetsk Marioepol |  |  |
| Zakhidnyistadion Capaciteit: 3.206    | · Donetsk Marioepol |  |  |
| Illichivetsstadion Capaciteit: 12.680 | · Donetsk Marioepol |  |  |

## Groepsfase

### Groep A
| Pos. | Team        | AW | W | G | V | DV | DT | +/- | Pnt |
| ---- | ----------- | -- | - | - | - | -- | -- | --- | --- |
| 1    | Engeland    | 3  | 1 | 2 | 0 | 10 | 4  | +6  | 5   |
| 2    | Oekraïne    | 3  | 1 | 2 | 0 | 3  | 2  | +1  | 5   |
| 3    | Zwitserland | 3  | 1 | 1 | 1 | 3  | 3  | 0   | 4   |
| 4    | Slovenië    | 3  | 0 | 1 | 2 | 2  | 9  | −7  | 1   |

|                            |             |         |                |                                                               |
| 21 juli 2009 16:00 (UTC+1) | Engeland    | 1–1     | Zwitserland    | Metalloergstadion, Donetsk Scheidsrechter: Manuel Gräfe (GER) |
| 21 juli 2009 16:00 (UTC+1) | Mattock 34' | Verslag | Wüthrich 90+2' | Metalloergstadion, Donetsk Scheidsrechter: Manuel Gräfe (GER) |

|                            |          |     |          |                                                          |
| 21 juli 2009 18:00 (UTC+1) | Oekraïne | 0–0 | Slovenië | RSK Olimpijskyj, Donetsk Scheidsrechter: Jiří Jech (CZE) |
| 21 juli 2009 18:00 (UTC+1) | Verslag  |     |          | RSK Olimpijskyj, Donetsk Scheidsrechter: Jiří Jech (CZE) |

|                            |          |         |                        |                                                                 |
| 24 juli 2009 16:00 (UTC+1) | Slovenië | 1–2     | Zwitserland            | Metalloergstadion, Donetsk Scheidsrechter: Ovidiu Haţegan (ROM) |
| 24 juli 2009 16:00 (UTC+1) | Fink 66' | Verslag | Pasche 79' Mustafi 85' | Metalloergstadion, Donetsk Scheidsrechter: Ovidiu Haţegan (ROM) |

|                            |                |         |                                 |                                                            |
| 24 juli 2009 18:00 (UTC+1) | Oekraïne       | 2–2     | Engeland                        | RSK Olimpijskyj, Donetsk Scheidsrechter: Bas Nijhuis (NED) |
| 24 juli 2009 18:00 (UTC+1) | Petrov 2', 61' | Verslag | Lansbury 25' (pen.) Gosling 51' | RSK Olimpijskyj, Donetsk Scheidsrechter: Bas Nijhuis (NED) |

|                            |             |         |             |                                                           |
| 27 juli 2009 18:00 (UTC+1) | Zwitserland | 0–1     | Oekraïne    | RSK Olimpijskyj, Donetsk Scheidsrechter: István Vad (HUN) |
| 27 juli 2009 18:00 (UTC+1) |             | Verslag | Rybalka 85' | RSK Olimpijskyj, Donetsk Scheidsrechter: István Vad (HUN) |

|                            |              |         |                                                                         |                                                                     |
| 27 juli 2009 18:00 (UTC+1) | Slovenië     | 1–7     | Engeland                                                                | Metalloergstadion, Donetsk Scheidsrechter: Jérôme Efong Nzolo (BEL) |
| 27 juli 2009 18:00 (UTC+1) | Dimitrov 50' | Verslag | Lansbury 10' Briggs 19' Welbeck 25', 32' Delfouneso 38', 70' Ranger 74' | Metalloergstadion, Donetsk Scheidsrechter: Jérôme Efong Nzolo (BEL) |

### Groep B
| Pos. | Team      | AW | W | G | V | DV | DT | +/- | Pnt |
| ---- | --------- | -- | - | - | - | -- | -- | --- | --- |
| 1    | Servië    | 3  | 2 | 1 | 0 | 4  | 2  | +2  | 7   |
| 2    | Frankrijk | 3  | 1 | 2 | 0 | 3  | 2  | +1  | 5   |
| 3    | Spanje    | 3  | 1 | 0 | 2 | 3  | 4  | −1  | 3   |
| 4    | Turkije   | 3  | 0 | 1 | 2 | 2  | 4  | −2  | 1   |

|                            |             |         |             |                                                              |
| 21 juli 2009 17:00 (UTC+1) | Frankrijk   | 1–1     | Servië      | Zakhidnyistadion, Marioepol Scheidsrechter: István Vad (HUN) |
| 21 juli 2009 17:00 (UTC+1) | Brahimi 40' | Verslag | Aleksić 44' | Zakhidnyistadion, Marioepol Scheidsrechter: István Vad (HUN) |

|                            |              |         |                              |                                                                    |
| 21 juli 2009 19:30 (UTC+1) | Turkije      | 1–2     | Spanje                       | Illichivetsstadion, Marioepol Scheidsrechter: Ovidiu Haţegan (ROM) |
| 21 juli 2009 19:30 (UTC+1) | Albayrak 12' | Verslag | Falque 49' (pen.) Joselu 51' | Illichivetsstadion, Marioepol Scheidsrechter: Ovidiu Haţegan (ROM) |

|                            |             |         |              |                                                                      |
| 24 juli 2009 15:30 (UTC+1) | Frankrijk   | 1–1     | Turkije      | Zakhidnyistadion, Marioepol Scheidsrechter: Jérôme Efong Nzolo (BEL) |
| 24 juli 2009 15:30 (UTC+1) | N'Diaye 90' | Verslag | Yıldırım 64' | Zakhidnyistadion, Marioepol Scheidsrechter: Jérôme Efong Nzolo (BEL) |

|                            |                    |         |           |                                                               |
| 24 juli 2009 17:30 (UTC+1) | Servië             | 2–1     | Spanje    | Illichivetsstadion, Marioepol Scheidsrechter: Jiří Jech (CZE) |
| 24 juli 2009 17:30 (UTC+1) | Milanović 36', 51' | Verslag | Joselu 6' | Illichivetsstadion, Marioepol Scheidsrechter: Jiří Jech (CZE) |

|                            |        |         |             |                                                                  |
| 27 juli 2009 16:00 (UTC+1) | Spanje | 0–1     | Frankrijk   | Illichivetsstadion, Marioepol Scheidsrechter: Manuel Gräfe (GER) |
| 27 juli 2009 16:00 (UTC+1) |        | Verslag | Brahimi 26' | Illichivetsstadion, Marioepol Scheidsrechter: Manuel Gräfe (GER) |

|                            |             |         |         |                                                               |
| 27 juli 2009 16:00 (UTC+1) | Servië      | 1–0     | Turkije | Zakhidnyistadion, Marioepol Scheidsrechter: Bas Nijhuis (NED) |
| 27 juli 2009 16:00 (UTC+1) | Aleksić 17' | Verslag |         | Zakhidnyistadion, Marioepol Scheidsrechter: Bas Nijhuis (NED) |

## Knock-outfase
|  | halve finale        | halve finale        |  |          | finale               | finale               |
|  |                     |                     |  |          |                      |                      |
|  | 30 juli – Donetsk   |                     |  |          |                      |                      |
|  | Engeland            | 3                   |  |          |                      |                      |
|  | Frankrijk           | 1                   |  |          | 2 augustus – Donetsk | 2 augustus – Donetsk |
|  |                     |                     |  |          | Engeland             | 0                    |
|  | 30 juli – Marioepol | 30 juli – Marioepol |  | Oekraïne | 2                    |                      |
|  | Servië              | 1                   |  |          |                      |                      |
|  | Oekraïne            | 3                   |  |          |                      |                      |

### Halve finale
|                            |                                   |            |           |                                                            |
| 30 juli 2009 16:30 (UTC+1) | Engeland                          | 3–1 (n.v.) | Frankrijk | RSK Olimpijskyj, Donetsk Scheidsrechter: Bas Nijhuis (NED) |
| 30 juli 2009 16:30 (UTC+1) | Lansbury 37' Delfouneso 92', 104' | Verslag    | Gueye 8'  | RSK Olimpijskyj, Donetsk Scheidsrechter: Bas Nijhuis (NED) |

|                            |             |         |                             |                                                                                       |
| 30 juli 2009 19:00 (UTC+1) | Servië      | 1–3     | Oekraïne                    | Illichivetsstadion, Marioepol Toeschouwers: 12.600 Scheidsrechter: Manuel Gräfe (GER) |
| 30 juli 2009 19:00 (UTC+1) | Aleksić 22' | Verslag | Sjachov 1' Harmasj 39', 86' | Illichivetsstadion, Marioepol Toeschouwers: 12.600 Scheidsrechter: Manuel Gräfe (GER) |

### Finale
|                               |          |         |                          |                                                                               |
| 2 augustus 2009 15:30 (UTC+1) | Engeland | 0–2     | Oekraïne                 | RSK Olimpijskyj, Donetsk Toeschouwers: 25.000 Scheidsrechter: Jiri Jech (CZE) |
| 2 augustus 2009 15:30 (UTC+1) |          | Verslag | Harmasj 5' Korkishko 50' | RSK Olimpijskyj, Donetsk Toeschouwers: 25.000 Scheidsrechter: Jiri Jech (CZE) |